# Drakkar Records
Drakkar Entertainment GmbH, cunoscută și Drakkar Records sau Drakkar Publishing, este o casă de discuri germană.

## Artiști
- De/Vision
- Diablo
- Eternal Tears of Sorrow (până în 2006)
- Haggard
- Karelia
- The Killer Barbies
- Letzte Instanz
- Lordi
- Los Los
- Loudness
- Lumsk
- Nightwish (până în 2004)
- Rebellion
- Twisted Sister
- Xandria
- Zeraphine